# Amor y orgullo
Amor y orgullo es una telenovela mexicana producida por Ernesto Alonso para Telesistema Mexicano (hoy Televisa) en 1966. Con una historia original de la escritora Fernanda Villeli, fue protagonizada por María Elena Marqués e Ignacio López Tarso, y antagonizada por Patricia Morán.

## Argumento
Marcela se casa con Héctor sin amarlo, por lo que se niega a consumar el matrimonio. Héctor acepta su decisión con la condición de que nadie más se entere de su situación matrimonial, sin embargo los planes de Marcela se vienen abajo cuando de verdad se enamora de su esposo y decide ser una buena esposa de todas las maneras posibles...

## Elenco
- María Elena Marqués - Marcela
- Ignacio López Tarso - Héctor
- Patricia Morán - Ruth
- Anita Blanch - Edelmira
- Miguel Manzano - Joaquín
- Aarón Hernán - Padre Juan
- Emma Roldán - Teo
- Hortensia Santoveña
- Rogelio Guerra - Armando
- Patricia de Morelos
- Regina Cardo